# Abtskolk & De Putten
Abtskolk & De Putten este o arie protejată (arie de protecție specială avifaunistică — SPA) din Țările de Jos întinsă pe o suprafață de 500 ha, integral pe uscat.

## Localizare
Centrul sitului Abtskolk & De Putten este situat la coordonatele 52°44′35″N 4°39′36″E / 52.7431°N 4.6599°E.

## Înființare
Situl Abtskolk & De Putten a fost declarat arie de protecție specială avifaunistică în februarie 2010 pentru a proteja 4 specii de animale.

## Biodiversitate
Situată în ecoregiunea atlantică, aria protejată nu include niciun habitat protejat.
La baza desemnării sitului se află mai multe specii protejate de  păsări (4): rață fluierătoare (Anas penelope), gârliță mare (Anser albifrons), gâscă cenușie (Anser anser), gârliță mică (Anser erythropus)